# Batalla del Convoy de Malta
La batalla del convoy de Malta fue un enfrentamiento naval enmarcado en las guerras revolucionarias francesas librado el 18 de febrero de 1800 durante el asedio de Malta. La guarnición francesa en la ciudad de La Valeta en Malta había estado bajo asedio durante dieciocho meses, bloqueada en el lado terrestre por una fuerza combinada de fuerzas británicas, portuguesas e irregulares maltesas y desde el mar por un escuadrón de la Royal Navy bajo el mando general de Lord Nelson desde su base en Palermo en Sicilia. En febrero de 1800, el gobierno napolitano reemplazó a las tropas portuguesas con sus propias fuerzas y los soldados fueron enviados a Malta por Nelson y George Elphinstone, llegando el 17 de febrero. La guarnición francesa sufría a principios de 1800 de una grave escasez de alimentos, y en un esfuerzo desesperado por retener la eficacia de la guarnición se organizó un convoy en Tolón, llevando alimentos, armamento y refuerzos para La Valeta bajo el contraalmirante Jean-Baptiste Perrée. El 17 de febrero, el convoy francés se acercó a Malta desde el sureste, con la esperanza de pasar a lo largo de la costa y evadir el escuadrón de bloqueo británico.
El 18 de febrero de 1800, los vigías del barco británico HMS Alexander avistaron a los franceses y dieron persecución, seguidos por el resto del escuadrón de Nelson mientras Keith permanecía frente a La Valeta. Aunque la mayoría de los barcos franceses superaron la persecución británica, un transporte fue revisado y obligado a rendirse, mientras que el buque insignia de Perrée, Généreux, fue interceptado por la fragata mucho más pequeña HMS Success. En el intercambio de fuego inicial, Success fue gravemente dañado, pero Perrée fue herido de muerte. El retraso causado por el enfrentamiento permitió que el cuerpo principal de la escuadra británica alcanzara al barco francés y, muy superado en número, Généreux se rindió. Perrée murió poco después de ser herido, y ninguno de los suministros llegó a Malta, que resistió durante otros siete meses contra las crecientes probabilidades antes de rendirse el 4 de septiembre de 1800.

## Antecedentes
En mayo de 1798, durante las guerras revolucionarias francesas, una fuerza expedicionaria francesa zarpó de Tolón bajo el mando del general Napoleón Bonaparte. Cruzando el Mediterráneo, la fuerza capturó Malta a principios de junio y continuó hacia el sureste, tocando tierra en Egipto el 31 de junio. Desembarcando cerca de Alejandría, Bonaparte capturó la ciudad y avanzó tierra adentro, completando la primera etapa de una campaña proyectada en Asia. La flota francesa, bajo el mando del vicealmirante François-Paul Brueys d'Aigalliers, recibió instrucciones de anclar en la bahía de Aboukir, a 20 millas (32 km) al noreste de Alejandría y apoyar al ejército en tierra. El 1 de agosto de 1798, la flota anclada fue sorprendida y atacada por una flota británica bajo el mando del contraalmirante Horatio Nelson. En la subsiguiente batalla del Nilo, once de los trece barcos franceses de línea, y dos de las cuatro fragatas fueron capturados o destruidos. Brueys fue asesinado, y los sobrevivientes de la flota francesa lucharon fuera de la bahía el 2 de agosto, dividiéndose cerca de Creta. Généreux navegó hacia el norte a Corfú, encontrando y capturando el barco británico de cuarta clase HMS Leander en ruta. Los otros barcos, Guillaume Tell y dos fragatas bajo los contraalmirantes Pierre Charles Silvestre de Villeneuve y Denis Decrès, navegaron hacia el oeste a Malta, llegando justo cuando la isla estaba bajo asedio.
En Malta, la supresión de la Iglesia católica bajo el dominio francés había sido extremadamente impopular entre la población maltesa nativa. Durante una subasta de propiedades de la iglesia el 2 de septiembre de 1798, había comenzado un levantamiento armado que había obligado a la guarnición francesa, comandada por el general Claude-Henri Belgrand de Vaubois, a retirarse a la capital, La Valeta, a finales de mes. La guarnición, que contaba con aproximadamente 3000 hombres, tenía reservas limitadas de alimentos, y los esfuerzos para traer suministros por mar fueron restringidos por un escuadrón de barcos británicos y portugueses estacionados frente al puerto. El bloqueo estaba bajo el mando de Nelson, ahora lord Nelson, con base en Palermo en Sicilia, y dirigido directamente por el capitán Alexander Ball en el barco de la línea HMS Alexander. Durante 1799, una serie de factores, incluida la producción inadecuada de alimentos en Malta, la falta de recursos y tropas causada por compromisos en otras partes del Mediterráneo y la aparición de expedición francesa bajo las órdenes del almirante Etienne Eustache Bruix en el Mediterráneo occidental contribuyeron a los fallos en el bloqueo. Sin embargo, a pesar del goteo de suministros que llegaban a la guarnición, las tropas de Vaubois comenzaban a sufrir los efectos del hambre y la enfermedad. A finales de año, Ball desembarcó para ayudar a las tropas maltesas que realizaban el asedio y fue reemplazado al mando de Alexander por su primer teniente, William Harrington.
En enero de 1800, reconociendo que La Valeta estaba en peligro de rendirse si no podía ser reabastecida, la Armada francesa preparó un convoy en Tolón, formado por Généreux, bajo el mando del capitán Cyprien Renaudin, las corbetas de 20 cañones Badine y Fauvette, y el Sans Pareille de 16 cañones, y dos o tres buques de transporte. La fuerza estaba bajo el mando del contraalmirante Jean-Baptiste Perrée, recientemente intercambiado bajo libertad condicional después de ser capturado frente a Acre el año anterior, y recibió instrucciones de acercarse a La Valeta a lo largo de la costa maltesa desde el suroeste con la intención de pasar entre el escuadrón de bloqueo y la costa y entrar en Malta antes de que los británicos pudieran descubrirlos e interceptarlos. El convoy zarpó el 7 de febrero. Además de los suministros, el convoy transportó casi 3000 soldados franceses para reforzar la guarnición, una medida innecesaria que contrarrestaría por completo la reposición de las reservas de alimentos de la guarnición.
Mientras los franceses planeaban su refuerzo, la Royal Navy se preparaba para reemplazar a los 500 marines portugueses estacionados en Malta con 1200 tropas napolitanas suministradas por el rey Fernando. Nelson, que recientemente había estado descuidando sus deberes de bloqueo en favor de la política de la corte napolitana y, en particular, Emma Hamilton, la esposa del embajador británico William Hamilton, recibió instrucciones de acompañar al convoy napolitano. El esfuerzo de refuerzo fue dirigido por el vicealmirante George Elphinstone, el superior y comandante en jefe general de Nelson en el Mediterráneo, en su buque insignia HMS Queen Charlotte.

## Batalla
El convoy de Keith llegó a Malta en la primera semana de febrero de 1800 y desembarcó de las tropas napolitanas en Marsaxlokk. Mientras estaba estacionado frente a La Valeta el 17 de febrero, Keith recibió noticias de la fragata HMS Success de que un convoy francés se acercaba a la isla desde la dirección de Sicilia. Success, comandado por el capitán Shuldham Peard, había recibido la orden de vigilar las aguas de Trapani. Después de descubrir los barcos franceses, que eran el convoy de Perrée desde Toulon, Peard siguió su aproximación a Malta. Al recibir el mensaje, Keith emitió órdenes rápidas para que el HMS Lion cubriera el canal entre las islas de Malta y Gozo, mientras que el buque insignia de Nelson, el HMS Foudroyant, el HMS Audacious y el HMS Northumberland se unieron a Alexander frente a la costa sureste de Malta. El propio Keith permaneció frente a La Valeta en Queen Charlotte, observando al escuadrón en el puerto.
A la luz del día, el 18 de febrero, los vigías de Alejandro avistaron el convoy francés que navegaba a lo largo de la costa maltesa hacia La Valeta y lo persiguieron, con los tres barcos de Nelson visibles hacia el mar. A las 08:00 el transporte Ville de Marseille fue revisado, y se rindió al barco del teniente Harrington, pero los otros buques más pequeños subieron a las 13:30 y se hicieron a la mar, liderados por Badine. Généreux no pudo seguirlo, ya que hacerlo pondría al barco francés en acción con Alexander, y en su lugar aburrió, manteniendo la posición. Esta estación impidió que Alexander entrara fácilmente en acción, pero le dio al capitán Peard en Success la oportunidad de cerrar con el barco francés, llevando su pequeño barco a través del barco de la proa de la línea y abriendo un fuerte fuego. Peard pudo bajar de varios lados contra el barco de Perrée antes de que los oficiales franceses lograran girar su buque para disparar contra la fragata, infligiendo graves daños al aparejo y los mástiles de Peard. En esta etapa, sin embargo, Perrée ya no estaba al mando: un disparo desde el primer costado había arrojado astillas en su ojo izquierdo, cegándolo temporalmente. Permaneciendo en cubierta, llamó a su tripulación «Ce n'est rien, mes amis, continuons notre besogne» («No es nada, amigos míos, continúen con su trabajo») y dio órdenes para que el barco se girara, cuando una bala de cañón de la segunda parte de Success le arrancó la pierna derecha en el muslo. Perrée se desplomó inconsciente en la cubierta.
Aunque el Success estaba muy dañado y a la deriva, el retraso había permitido que el buque insignia de Nelson, Foudroyant, bajo el capitán Edward Berry y Northumberland, bajo el capitán George Martin, subieran a Généreux a las 16:30. Foudroyant disparó dos tiros contra el buque de guerra francés, momento en el que los desmoralizados oficiales franceses dispararon un solo costado a los barcos británicos que se acercaban y luego se rindieron, a las 5:30. Los barcos franceses restantes habían escapado hacia el mar y finalmente llegaron a Tolón, mientras que la escuadra británica consolidó sus premios y regresó a Keith frente a Toulon. Las pérdidas británicas en el combate fueron de un hombre muerto y nueve heridos, todas en Success, mientras que las pérdidas francesas se limitaron solo a Perrée, que murió de sus heridas por la noche. La muerte de Perrée fue recibida por una respuesta mixta en la escuadra británica: algunos lamentaron su muerte como «un hombre galante y capaz», mientras que otros lo consideraron «afortunado de haber redimido su honor» por violar su libertad condicional después de ser capturado el año anterior.

## Secuelas
La rendición francesa fue tomada por Edward Berry, quien había estado a bordo del barco por última vez como prisionero de guerra después de la captura de Leander en 1798. Nelson, en particular, estaba satisfecho con la captura de Généreux, uno de los dos barcos franceses de línea que escapó de la batalla del Nilo dos años antes. El barco francés solo sufrió daños leves, y fue enviado a Menorca para reparaciones bajo el mando del teniente Thomas Cochrane y su hermano el guardiamarina Archibald Cochrane de la reina Carlota. Durante el paso, el barco quedó atrapado en una fuerte tormenta, y fue solo a través del liderazgo y el ejemplo personal establecido por los hermanos que el barco sobrevivió para llegar a Puerto Mahón. El barco fue puesto en servicio británico poco después como HMS Genereux. A Nelson se le atribuyó la victoria por Keith, aunque el propio Nelson elogió a Harrington y Peard por sus esfuerzos para descubrir el convoy francés y llevarlo a la batalla.  La presencia de la escuadra británica frente a Malta en el momento de la llegada del convoy francés se debió en gran parte a la suerte, un factor que Ball atribuyó a Nelson en una carta escrita a Emma Hamilton poco después de la batalla:
«Realmente podemos llamarlo un almirante nacido en el cielo, sobre quien la fortuna sonríe dondequiera que vaya. Hemos estado llevando a cabo el bloqueo de Malta dieciséis meses, tiempo durante el cual el enemigo nunca intentó socorrer hasta este mes. Su Señoría llegó aquí el día que estaban a pocas leguas de la isla, capturó los barcos principales, para que ninguno haya llegado al puerto».

- Capitán Alexander Ball, citado en Nelson: The Essential Hero, de Ernle Bradford, 1977.
Aunque satisfecho con el resultado del compromiso, Keith dio instrucciones estrictas de que Nelson debía permanecer al mando activo del bloqueo y en ningún caso regresar a Palermo. Si tenía que ir a puerto en Sicilia, entonces debía usar Siracusa en su lugar. Keith luego navegó a Livorno, donde su buque insignia fue destruido en un incendio repentino que mató a más de 700 de la tripulación, aunque el propio Keith no estaba a bordo en ese momento. A principios de marzo, Nelson se había cansado del bloqueo y, desafiando las instrucciones de Keith, regresó a Palermo nuevamente, dejando al capitán Thomas Troubridge del HMS Culloden al mando del escuadrón de bloqueo. En marzo, mientras Nelson estaba ausente en Palermo, el barco de la línea Guillaume Tell, el último sobreviviente del Nilo, intentó salir de Malta, pero fue perseguido y derrotado por un escuadrón británico dirigido por Berry en Foudroyant. Aunque Nelson regresó brevemente en abril, ambos Hamilton estaban a bordo de su barco y la mayor parte de su tiempo lo pasó en Marsa Sirocco en compañía de Emma, con quien ahora estaba románticamente unido.
El capitán Renaudin, de Généreux, y Joseph Allemand, de Ville de Marsella, fueron absueltos honorablemente durante el consejo de guerra automático por la pérdida de sus barcos. La Armada francesa no hizo más esfuerzos para llegar a Malta, y todos los esfuerzos posteriores de los buques de guerra franceses para romper el puerto se encontraron con el bloqueo, solo una fragata se abrió paso y llegó a Francia. Sin los suministros transportados en el convoy de Perrée, el hambre y las enfermedades se extendieron por toda la guarnición y a finales de agosto de 1800, los soldados franceses morían a un ritmo de 100 por día. El 4 de septiembre, Vaubois finalmente capituló, entregando la isla a los británicos, que la retuvieron durante los siguientes 164 años.